# Форнеро, Констан
Шарль Эммануэль Констан Форнеро (фр. Charles Emmanuel Constant Fornerod; 30 мая 1819 года, Аванш, кантон Во, Швейцария — 27 ноября 1899 года, Беттенс, кантон Во, Швейцария) — швейцарский политик, президент. Член Радикально-демократической партии.

## Биография
Сын судьи Констан Форнеро изучал право и философию в Лозанне. Затем продолжил образование в университетах Тюбингена, Гейдельберга и Парижа, после чего стал преподавателем римского права в Лозанне. Политическую карьеру начал в 1845 году, когда был избран в Кантональный совет Во.
- 1 января — 31 декабря 1851 — президент Кантонального совета Во.
- 2 июля — 12 июля 1855 — президент Совета кантонов парламента Швейцарии.
- 11 июля 1855 — 31 октября 1867 — член Федерального совета Швейцарии.
- февраль 1855 — 31 декабря 1856 — начальник департамента (министр) торговли и сборов.
- 1 января — 31 декабря 1856 — вице-президент Швейцарии.
- 1 января — 31 декабря 1857 — президент Швейцарии, начальник политического департамента (министр иностранных дел).
- 1 января — 31 декабря 1858 — начальник департамента торговли и сборов.
- 1 января 1859 — 31 декабря 1861 — начальник департамента финансов.
- 1 января — 31 декабря 1862 — вице-президент Швейцарии, начальник военного департамента.
- 1 января — 31 декабря 1863 — президент Швейцарии, начальник политического департамента.
- 1 января 1864 — 31 декабря 1866 — начальник военного департамента.
- 1 января — 31 декабря 1866 — вице-президент Швейцарии.
- 1 января — 31 декабря 1867 — президент Швейцарии, начальник политического департамента.

После отставки в 1867 году принял руководство компанией "Crédit Franco-Suisse" находившейся в Женеве, а затем переведённой в Париж. В 1870 году компания обанкротилась, а Форнеро был осуждён и провёл несколько лет в тюремном заключении. Последние годы жизни провёл в одиночестве на ферме в Беттенсе.